# Родниковка (река)
Родниковка — река в России, протекает по территории Абдулинского района Оренбургской области. Устье реки находится в 470 км по левому берегу реки Ик. Длина реки составляет 16 км, площадь водосборного бассейна 62,9 км².

## Данные водного реестра
По данным государственного водного реестра России относится к Камскому бассейновому округу, водохозяйственный участок реки — Ик от истока и до устья, речной подбассейн реки — бассейны притоков Камы до впадения Белой. Речной бассейн реки — Кама.
Код объекта в государственном водном реестре — 10010101312111100027841.